# Reserva Natural de Põhja-Kõrvemaa
A Reserva Natural de Põhja-Kõrvemaa (em estoniano:  Põhja-Kõrvemaa looduskaitseala) é uma área protegida no condado de Harju, no norte da Estónia, a cerca de 50 km a leste de Tallinn. Com uma área de 130,9 km², é a terceira maior reserva natural da Estónia. Dominada por florestas e pântanos, tem como objetivo proteger espécies raras e ameaçadas de extinção, os seus habitats e valiosas paisagens naturais.

Põhja-Kõrvemaa (que significa Norte de Kõrvemaa) ocupa a parte norte de Kõrvemaa, que por sua vez forma a parte norte da Estónia de Transição, uma grande área florestal e escassamente povoada que se estende na direção nordeste-sudoeste através da Estónia, de Lahemaa através de Soomaa e até à Letónia.

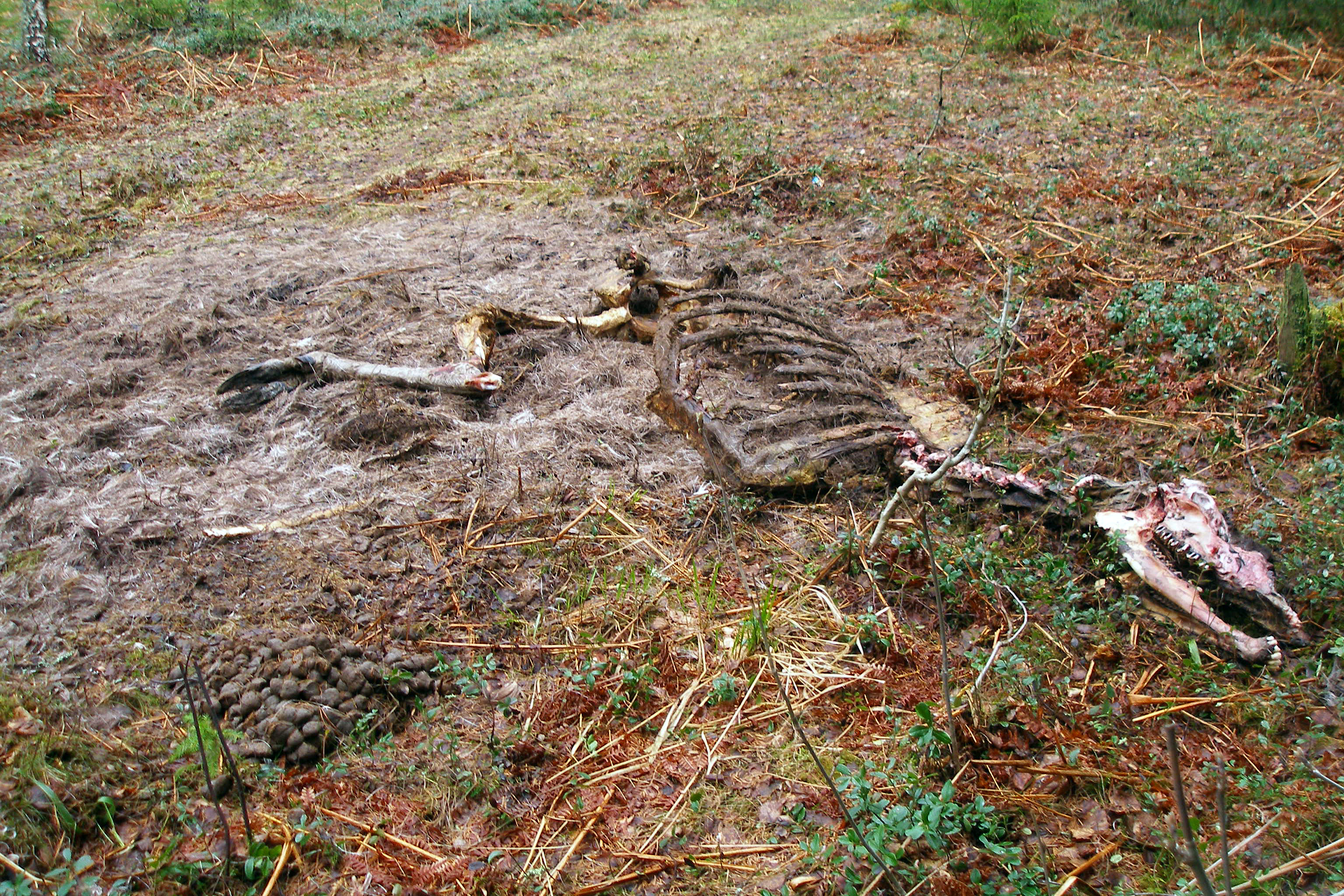
Carcaça de alce
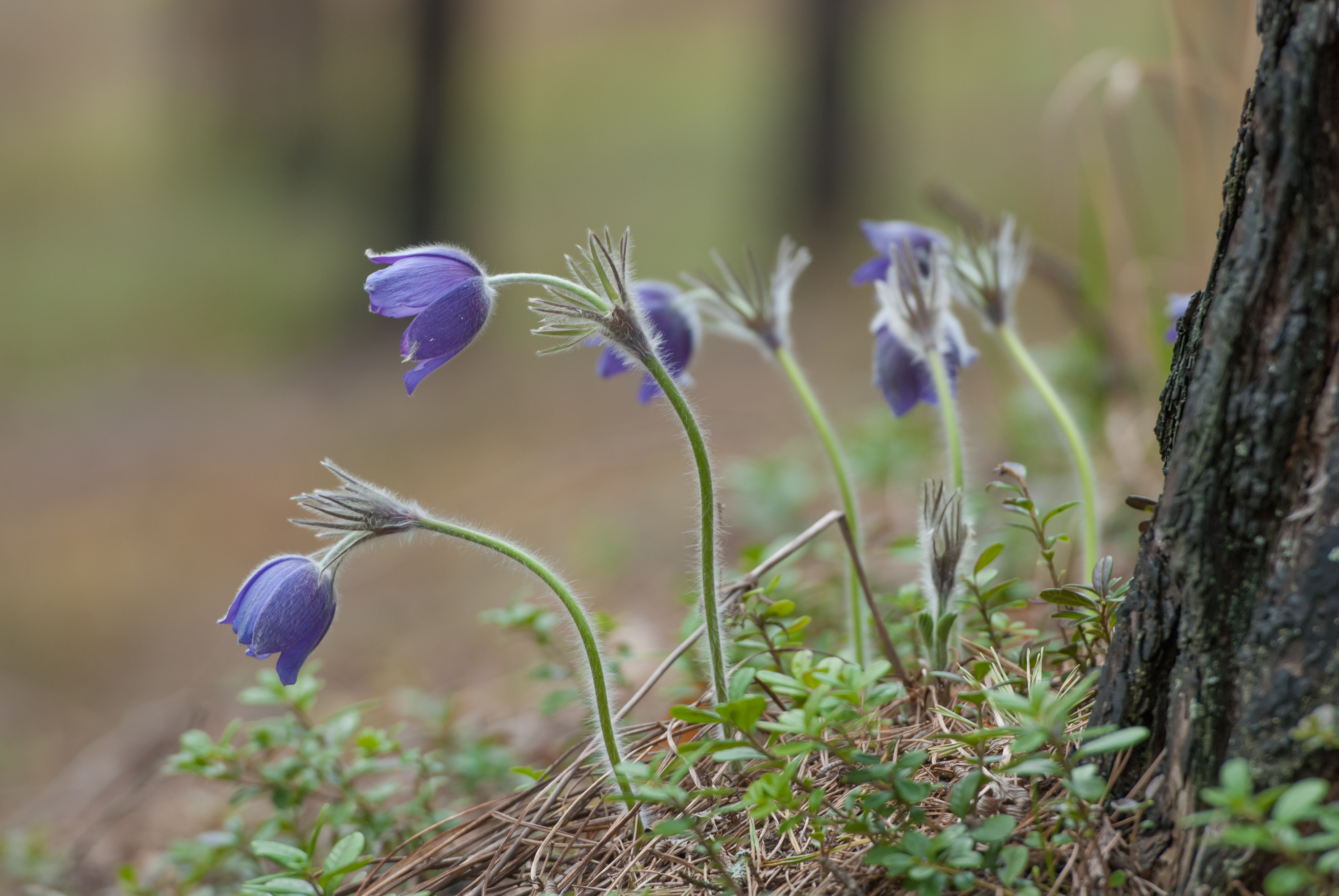
Pulsatilla patens em Kõrvemaa
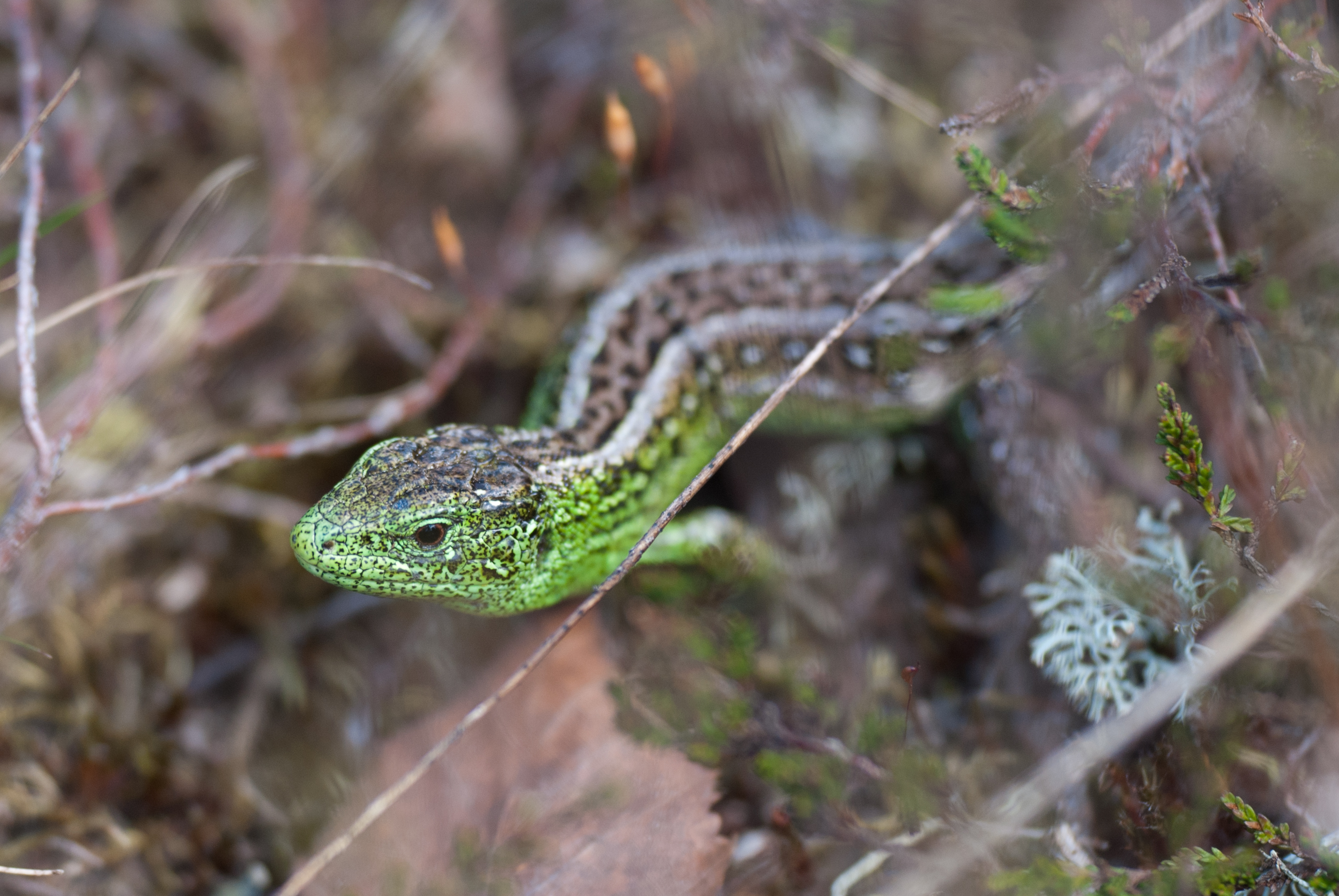
Lagarto-ágil
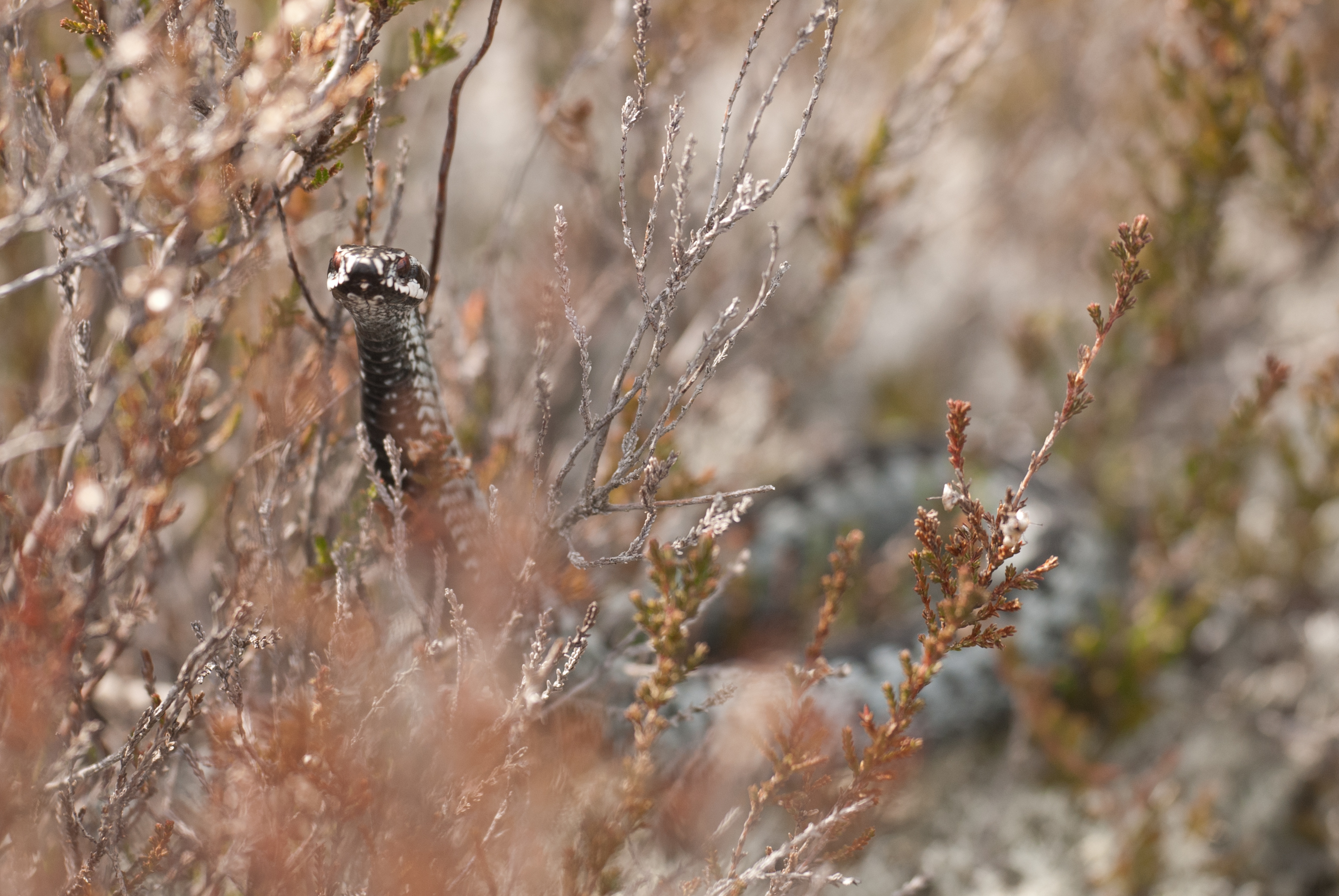
Vipera berus